# Muzeum Zegarów Wieżowych
Muzeum Zegarów Wieżowych (do 2016 r.), obecnie Muzeum Nauki Gdańskiej – muzeum na gdańskim Starym Mieście, oddział Muzeum Gdańska.
Powstało w 1996 roku jako oddział Muzeum Historycznego Miasta Gdańska. Nastąpiło to skutkiem porozumienia władz miasta, dyrekcji muzeum i Zakonu OO. karmelitów, którzy użyczyli na ten cel wnętrze wieży swojego kościoła pod wezwaniem św. Katarzyny Aleksandryjskiej.
Muzeum Zegarów Wieżowych – jedyne w Polsce – gromadzi i konserwuje mechanizmy zegarowe znaczące dla tego rzemiosła, które w miejscu swego przeznaczenia nie mogły już dłużej znaleźć odpowiednich warunków do pracy. Wiele z nich zniszczyły wojny, pożary, w wielu przypadkach zmieniły się warunki w wieżach. Zgromadzona kolekcja jest reprezentatywna dla całego okresu rozwoju zegarmistrzostwa od XV do XX wieku. Oprócz niej, pracownicy muzeum opiekują się szeregiem zabytkowych zegarów w miejscu ich pracy w całej Polsce.
Pracownicy muzeum angażują się też w konstruowanie nowych zegarów. Najdokładniejszy zegar wahadłowy, będący jednocześnie najdokładniejszym zegarem mechanicznym na świecie, został skonstruowany przez pracowników Muzeum Zegarów Wieżowych w Gdańsku. Jest on kilkunastokrotnie dokładniejszy od innych konstrukcji, wskazania zegara kształtują się w zakresie kilkudziesięciu mikrosekund odchylenia na dobę.
Powstał tu też zegar pulsarowy. W momencie jego instalacji był to najdokładniejszy zegar na świecie oraz pierwszy, który rejestruje upływ czasu opierając się na źródle sygnałów spoza Ziemi. Sygnał pulsarowy umożliwia dziesięciokrotną poprawę dokładności zegarów atomowych.
W końcu 2016 w siedzibie muzeum uruchomiono zegar z najdłuższym (31 m 22 cm) wahadłem na świecie.